# 伊江朝英
伊江 朝英（いえ ちょうえい、1789年〈天明9年/寛政元年/乾隆54年〉- 1825年〈文政8年/道光5年〉）は、琉球王国第二尚王氏王統の人。唐名は向世昌。伊江御殿九世である伊江按司朝郁の長男で、伊江御殿十世。
1807年（文化4年/嘉慶12年）、家統をついで伊江島総地頭職に任ぜられる。御系図奉行職、南風之平等学校奉行職、大与奉行職、宗門改奉行職等を歴任。

## 系譜
- 父：伊江按司朝郁（向姓伊江御殿九世）
- 母：思戸金（向允猷・名護按司朝長の娘）
- 室：真伊奴金（向大議・大山親方朝常の娘）
- 長女：思戸金（向瑞龍・仲里按司朝慶に嫁ぐ）
- 継室：真鍋樽（毛鴻基・嵩原里之子親雲上安庸の娘）
- 長男：朝儀
- 次女：真鶴金
- 次男：伊江按司朝要